# GR-12 (Spanje)

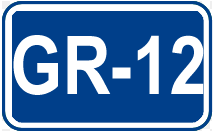
De GR-12

De GR-12 of Autovía de acceso al aeropuerto de Granada is een geplande autovía in Andalusië. De stadssnelweg moet op termijn Granada verbinden met de luchthaven.